# Université de technologie et de management
 (mars 2018).
L'université de technologie et de management (arabe : جامعة التكنولوجيا و ادارة الاعمال) ou SUPTECH est un établissement d'enseignement supérieur privé reconnu par l'État tunisien. Il est situé au cœur de la ville de Tunis.
Fondée en 1993, elle propose des cursus conformes au standard LMD et des diplômes d'ingénieurs accrédité par le ministère de l'Enseignement supérieur couvrant tous les cycles universitaires. En 2010, elle est restructurée en école destinée à la formation de cadres actifs dans le domaine de l'informatique, du management et de l'économie.

## Services et activités
- Enseignement et formation des premier, deuxième et troisième cycles universitaires
- Formation
- Recherche scientifique

## Diplômes
- Cycle préparatoire intégré d'ingénieur (2 ans)
- Diplôme d'ingénieur
  - Diplôme d'ingénieur en système et réseaux informatiques
  - Diplôme d'ingénieur en génie informatique
  - Diplôme d'ingénieur en systèmes d'information et de connaissances machine learning et big data
  - Diplôme d'ingénieur en télécommunications
- Diplôme de technicien supérieur
- Bachelor
- Licence
  - Licence en sciences de l'informatique
  - Licence en informatique de gestion
  - Licence en informatique
  - Licence en systèmes informatiques et logiciels
  - Licence en technologies de l'informatique et du multimédia
  - Licence en technologies numériques de l'image et du son
  - Licence en technologies du multimédia et du web
  - Licence en management : gestion hôtelière et touristique
  - Licence en techniques de commerce international
  - Licence en vente et négociation commerciale
  - Licence en gestion des institutions financières
  - Licence en gestion : comptabilité
  - Licence en gestion : finance
  - Licence en gestion : management
  - Licence en gestion : marketing
  - Licence en gestion des ressources humaines
  - Licence en droit privé
- Master
  - Master professionnel en finance
  - Master professionnel en finance islamique
  - Master professionnel en ingénierie financière
  - Master professionnel en vente et négociation commerciale
  - Master professionnel en gestion des organisations
  - Master professionnel en management
  - Master professionnel en gestion de la relation client
  - Master en management intégré qualité, hygiène, sécurité, environnement
  - Master professionnel en sécurité des systèmes informatiques, communicants et embarqués
  - Master professionnel en machine learning et big data
  - Master professionnel en droit des affaires